# Hrabia Winterton

## Informacje ogólne
- Dodatkowymi tytułami hrabiów Winterton są:
  - wicehrabia Turnour
  - baron Winterton
- Najstarszy syn hrabiego Winterton nosi tytuł wicehrabiego Turnour
- Rodową siedzibą hrabiów Winterton jest Shillinglee w hrabstwie West Sussex

Hrabiowie Winterton 1. kreacji (parostwo Irlandii)
- 1766–1788: Edward Turnour Turnour, 1. hrabia Winterton
- 1788–1831: Edward Turnour, 2. hrabia Winterton
- 1831–1833: Edward Turnour, 3. hrabia Winterton
- 1833–1879: Edward Turnour, 4. hrabia Winterton
- 1879–1907: Edward Turnour, 5. hrabia Winterton
- 1907–1962: Edward Turnour, 6. hrabia Winterton
- 1962–1991: Ronald Charles Turnour, 7. hrabia Winterton
- 1991 -: Donald David Turnour, 8. hrabia Winterton

Dziedzic tytułu hrabiego Winterton: Robert Charles Turnour (brat 8. hrabiego)